# Вуйович, Владимир
Вла́димир Ву́йович (черног. Владимир Вујовић/Vladimir Vujović; род. 23 июля 1982, Будва) — черногорский футболист и тренер. Главный тренер клуба «Абдыш-Ата».

## Биография

### Клубная карьера
Начал профессиональную карьеру в клубе «Могрен». Позже играл за сербский «Белград», черногорские «Петровац», «Сутьеска» и македонскую «Победу».
Зимой 2006 года перешёл симферопольскую «Таврию», но в команде не провёл ни одного матча. Летом 2006 года был выставлен на трансфер и перешёл в клуб «Аль-Вахда» из ОАЭ. После снова играл за «Могрен». Зимой 2008 года перешёл в российскую «Луч-Энергию» из Владивостока. В чемпионате России дебютировал 16 марта 2008 года в матче против «Москвы» (1:1). В ноябре 2008 года покинул «Луч-Энергию». После перешёл в венгерский клуб «Вашаш». В чемпионате Венгрии провёл 10 матчей из забил 1 гол. Летом 2009 года снова перешёл «Могрен».
В дальнейшем играл за казахстанский «Восток», ливанский «Аль-Ахед», китайский «Шэньян Чжунцзе», черногорский «Петровац». Завершил карьеру футболиста в Индонезии, где играл за «Персиб Бандунг» и «Бхаянгкара» с 2014 по 2018 год.

### Карьера в сборной
Принял участие в историческом первом матче сборной Черногории 24 марта 2007 года против сборной Венгрии (2:1). Вышел на 87 минуте вместо Игоря Бурзановича. Также в 2007 году провёл два товарищеских матча против Японии (2:0) и Колумбии (1:0).

### Тренерская карьера
Начал тренерскую карьеру в 2019 году, возглавив ПСИМ Джокьякарта. Позднее руководил другими индонезийскими клубами «Салам Згарта» и «Борнео». В сезоне 2023/24 являлся главным тренером бейрутского «Расинга», выступавшего в чемпионате Ливана.
С января 2025 года — тренер клуба «Абдыш-Ата» из Кыргызстана.